# Don Bartlett
Don Bartlett, född den 1 april 1960 i Gander i Newfoundland och Labrador, är en kanadensisk curlingspelare.
Han tog OS-silver i herrarnas curlingturnering i samband med de olympiska curlingtävlingarna 2002 i Salt Lake City.